# Büchenberg (Harz)
Büchenberg ist eine zur Stadt Oberharz am Brocken gehörige Siedlung, die nach dem gleichnamigen Berg an der Grenze der Grafschaft Wernigerode benannt worden ist. Überregional bekannt waren vor allem die Eisenerzbergwerke, die hier auf einem der größten Eisenerzlager Deutschlands auf sechs Sohlen und ca. 40 km Grubenstrecke betrieben worden sind. Das letzte Bergwerk stellte 1970 seinen Betrieb ein und wird jetzt als Schaubergwerk Erzgrube Büchenberg betrieben.
Bei einem Erdrutsch am 28. Juni 1963 stürzten erhebliche Gesteinsmassen ca. 20 bis 30 Meter in die Tiefe einer Pinge und gefährdeten unter anderem das Waldgasthaus Büchenberg, das später aus Sicherheitsgründen abgerissen wurde. Bei diesem Vorfall gab es keine Personenschäden.
In der DDR gab es in Büchenberg ein großes Ferienheime des VEB Harzer Kalk- und Zementwerke.